# 5월 1일 (영화)
5월 1일(五月一號, First Of May)은 대만에서 제작된 주격태 감독의 2015년 드라마, 멜로/로맨스 영화이다. 가정문 등이 주연으로 출연하였고 요경송 등이 제작에 참여하였다.

## 출연

### 주연
- 가정문
- 임현제

### 조연
- 정여희
- 석지전
- 정위달
- 소우미
- 양기
- 왕도